# Францішек Харват
Францішек Харват (пол. Franciszek Charwat, 12 квітня 1881, Станіслав, Королівство Галичини та Володимирії, Австро-Угорщина — 1943) — польський дипломат.

## Біографія
Народився 12 квітня 1881 в Станіславі. З грудня 1918 до лютого 1919 року виконував функції консула Польщі у Вроцлаві, пізніше був генконсулом у Берліні.
Від вересня 1921 до серпня 1923 року повірений у справах Польщі в Харкові Українська СРР.
Згодом консул у Ризі (1923–1924), був повірений у справах Польщі в Таллінні (1924), надзвичайним послом і повноважним міністром в Естонії (1926–1928) і Фінляндії (1928–1936).
1 січня 1936 року став послом Польщі в Латвії, а з березня 1938 року — перший представник Польщі в Каунасі (Литва). Після укладання радянсько-литовської угоди 10 жовтня 1939 року, що передає Вільнюс Литві, Францішек Харват в протесті проти цього акту склав ноту 12 жовтня, і разом з персоналом представництва залишив Литву в 14 жовтня 1939.

## Нагороди
- Естонські Ордени Хреста з Орлом (1931) і Хреста Свободи II класу.
- Латвійський Орден Трьох Зірок (1936).